# Vannius
Vannius (? – po roce 50,? Panonie) byl král germánského kmene Kvádů a vládce Vanniova království (regnum Vannianum), které se rozkládalo na území mezi řekou Moravou a Váhem na území dnešního západního Slovenska a pravděpodobně i na přilehlém území Moravy a Dolního Rakouska. Tacitus přímo uvádí Danuvium ultra inter flumina Marum et Cusum. Království bylo podporováno římským impériem.
Kvádové byl kmen příbuzný s kmenem Markomanů ze skupiny etnika Svébů. Na přelomu letopočtu vládl na území dnešních Čech markomanský vládce Marobud, který vybudoval mocnou Marobudovu říši. Moc říše oslábla po bitvě v Teutoburském lese, kde germánský vůdce Arminius porazil Římany vedené Varem a kdy se některé kmeny odklonily od Marobuda k Arminiovi. Arminius se po té utkal v bitvě s Marobudem. Markomanského krále, ale porazil až Katvalda, který se pak stal králem Markomanů. Podle análů římského historika Cornelia Tacita poté Katvaldu, porazil Vibilius, král Hermundurů.
Římské impérium potřebovalo předsunutou základnu před útoky Barbarů na severní hranici, která ležela na řece Dunaj a proto za vlády římského císaře Tiberia, vlivný Říman Drusus Caesar rozhodl markomanský kmen na území mezi řekami Marus a Cusus (Moravou a Váhem) svěřit Vanniovi, kterého ustanovil králem Vanniova království. Jednalo se o první politickou jednotku na území v západoslovenské oblasti. Vannius vládl od roku 19 či 20 (zdroje se liší) do roku 50, kdy římskému impériu vládl Claudius. Tacitus píše, že Vannius byl známý a oblíbený u svých krajanů, ale během dlouhé vlády se změnil v tyrana svého lidu a nepřítelem svých sousedů. Lid se proti Vanniovi začal bouřit. Císař Claudius se rozhodl zůstat mimo konflikt a také často žádal římského vůdce v Panonii Publia Atellia Histera, aby nezasahoval do sporu barbarských kmenů, pouze v případě svržení Vannia mu poskytl útočiště v Panonii a bude-li třeba na obranu vyslal legii římských vojáků, která by měla odstrašující účinek pro barbarské kmeny. V roce 50 se Vangio a Sido, synové Vanniovy sestry, nakonec opravdu vzbouřili a spolu hermundurským vládcem Vibiliem Vannia porazili. Vanniovi se podařilo uniknout a získat azyl v Panonii. Římané se poté stáhli na hranici řeky Dunaj, obávali se zasahovat severněji. Území mezi Moravou a Váhem přitahovalo kmeny Lugiů i jiných germánských kmenů kvůli bohatství, které se Vanniovi podařilo během třiceti let drancování nashromáždit. Vannius drancováním vybudoval opulentní říši. Vlády v rozpadajícím se království se ujali Vangio a Sido.